# Dur-Kurigalzu
Dur-Kurigalzu fue una ciudad de la antigua Mesopotamia, cuyas ruinas se encuentran sobre el emplazamiento actual de Aqar Qūf  (en árabe: عقرقوف‎), localizado 30 km al oeste de Bagdad). La fundó un rey la dinastía casita de Babilonia llamado Kurigalzu (probablemente el primero de los dos que así se llamaron), hacia 1400 a. C.
Se extendía sobre aproximadamente 225 hectáreas protegidas por un recinto, comprendiendo varios tells, sobre una terraza calcárea que bordea el Éufrates. En la Antigüedad, la circundaba un canal, llamado Patti-Enlil, que la conectaba por el este con la ciudad de Sippar. El tell principal, 'Aqar Qūf', era el centro religioso, mientras que los otros dos tells mayores son el tell Al-Abyad, situado a un kilómetro al oeste del precedente, comprendiendo un palacio real, así como el tell A, ubicado entre ambos a un centenar de metros del primero.
Los tells principales fueron excavados entre 1942 y 1945 por un equipo angloiraquí dirigido por Taha Baqir y Seton Lloyd. Los resultados de las campañas arqueológicas no han sido publicados más que en informes preliminares y no han sido objeto de publicaciones definitivas. Una gran parte del material que se exhumó, conservado en el Museo de Bagdad tras las excavaciones, permanece igualmente inédito. Como ocurre a menudo, solos los barrios oficiales fueron objetivo arqueológico, y el urbanismo de esta vasta ciudad nueva no se conoce.

## Historia

Babilonia durante la dinastía casita. Siglo XIII a. C.

Como su nombre indica, Dūr-Kurigalzu ('Fuerte Kurigalzu') fue fundada por un soberano de nombre Kurigalzu. Se sabe que dos reyes de la dinastía casita llevaron dicho nombre,  pero subsiste la duda sobre la identidad del fundador. Pero ahora se acepta que fue Kurigalzu I el primero, que reinó de circa el año 1400 a. C. hasta c. el 1375 a. C., que además fue uno de los constructores más prolíficos de su dinastía, activo en la mayoría de las grandes ciudades de Babilonia, porque la ciudad es mencionada en un texto fechado en el reinado de Burna-Buriash II, el padre del segundo Kurigalzu.
El sitio arqueológico de Aqar Quf estaba habitado antes del reinado de Kurigalzu I, al menos en el siglo XV a. C. El asentamiento se llamaba entonces Parsâ (ideogramas KUR.TIKI). Las construcciones emprendidas por Kurigalzu lo adscriben como continuador de las fundaciones reales mesopotámicas más antiguas, pero el sitio es notable por su extensión en comparación con anteriores creaciones urbanas. Como sucede a menudo, se desconoce exactamente por qué se adoptó esta decisión. De todas formas, ello no impidió  que Babilonia siguiera siendo la principal ciudad del reino, aunque Dur-Kurigalzu tuvo sin duda una residencia real importante para los reyes casitas.
La ciudad parece haber estado desierta un vasto tiempo tras la caída de la dinastía a mediados del siglo XII a. C. No habría padecido más que una ocupación de alrededor de dos siglos y medio. Sin embargo, todavía se la mencionaba con posteridad, sobre todo entre las conquistas del rey asirio Tiglat-Pileser I (1116-1077 a. C.), o las conquistas de los arameos durante el reinado del soberano babilonio Adad-apla-iddina (hacia 1069-1048 a. C.), y aparece todavía en la primera mitad del I milenio a. C., con el nombre abreviado Duro-Galzu.

## El zigurat y los templos

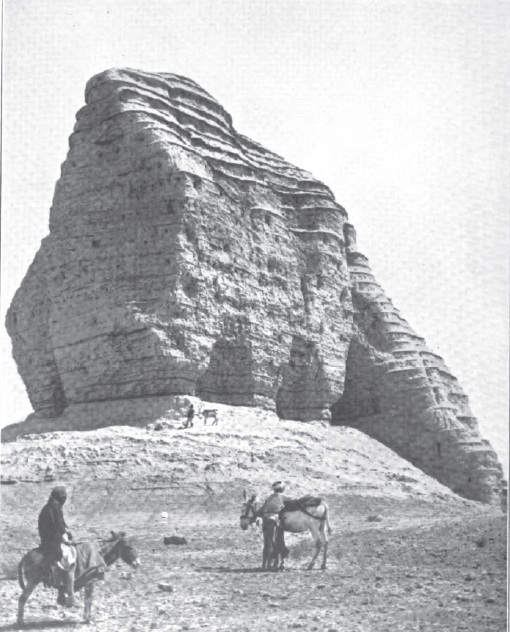
El Ziggurat de Dur-Kurigalzu (1915).

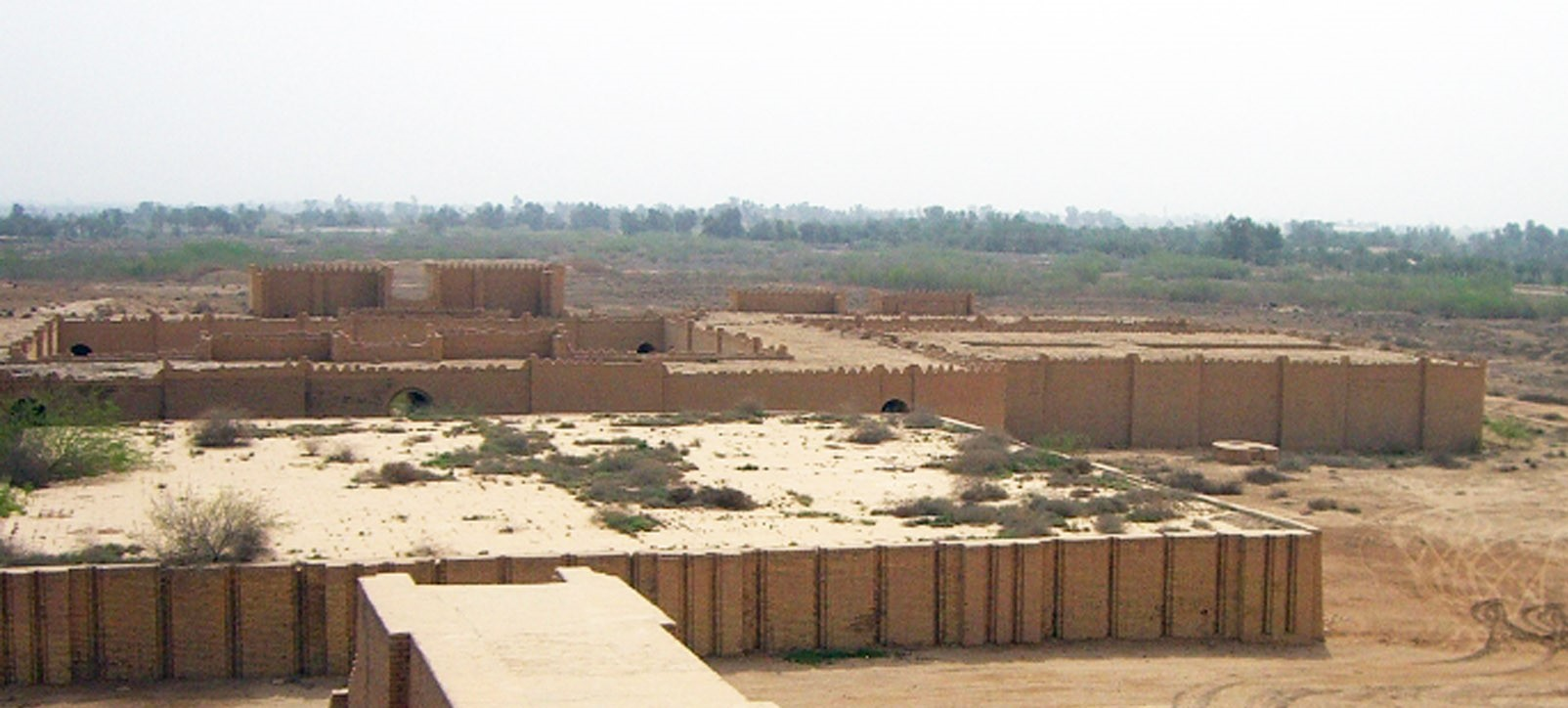
El templo principal de Aqar Quf, después de la restauración moderna, visto desde el zigurat.

El complejo religioso de Duro-Kurigalzu está dedicado al gran dios Enlil. Está dominado por un zigurat (cuya denominación ceremonial en sumerio es é-gi-rin, «morada pura»), en un estado muy ruinoso pero cuyo núcleo ha subsistido. Su base, prácticamente cuadrada, medía 69 x 67,60 metros, y debió elevarse hasta 70 metros de altura; en nuestros días alcanza un altura de 57 metros, lo que constituye un estado de conservación destacado para un zigurat. Constaba de una escalera principal central, y dos escaleras laterales, que siguen la configuración común de este tipo de edificaciones del Sur de Mesopotamia. Su primera terraza, todavía bien conservada en el momento de las prospecciones arqueológicas fue restaurada al cesar estas, y se eleva a 33 metros de altura. Está construida con ladrillos de arcilla, reforzados con diferentes dispositivos, incluyendo una cadena de ancla de juncos trenzados a lo largo de todas su longitud.
El templo principal del lugar, mal conservado, constaba al menos de tres patios principales rodeados de estancias. Su parte central era el santuario de Enlil (é-u-gal, «Morada del gran Señor») mientras que la parte noreste estaba dedicada a su esposa Ninlil (é-gašaño año-tu-gal, «Morada de la Señora elevada»). El sector suroeste se consagró a sus hilos Ninurta (é-sag-dingir-re-e-no, «Morada principal de los dioses»). Este conjunto, construido en las formas tradicionales de Mesopotamia, es notable por la amplitud de su concepción arquitectónica.

## El palacio real

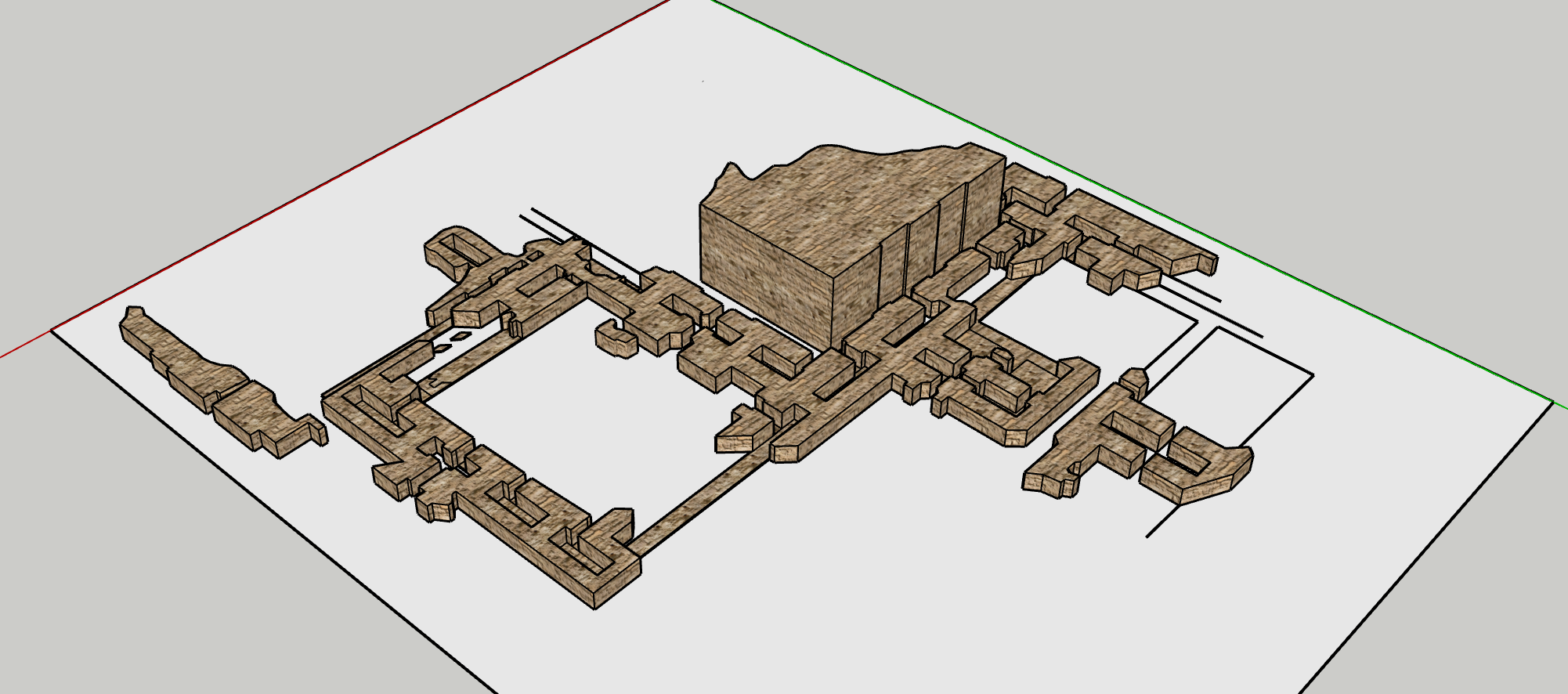
Reconstrucción 3-D de los restos del complejo palacial principal en Dur-Kurigalzu.

El palacio (é-gal-ki-šár-ra, «Palacio de la Totalidad (del Universo»), incompleto, era macizo, al que se introdujeron nuevas formas. Los diferentes cuerpos del edificio, tradicionalmente organizado en torno a un gran espacio central, cubren más o menos 420 000 m²: ningún palacio había alcanzado tal amplitud. La bóveda parece haberse utilizado sistemáticamente para cubrir las habitaciones del primer nivel (primer uso de hasta siete metros en la distancia que separa dos sistemas estructurales (primarios) destinados a ofrecer un apoyo a otro sistema estructural (secundario) que es dependiente y complementario). La unidad principal, conocida como unidad A, consistió en tres grupos de estancias dispuestas alrededor de patios, así como un gran patio cuadrado. La magnitud de la obra, el gran número de unidades, la existencia de un pórtico hecho de masonería, de un tesoro que consiste en un pasillo bordeado por salas abovedadas, largas procesiones de personajes pintados en los muros, conforman un conjunto completamente nuevo que no parece haber sido mantenido o ampliado en la posteridad.
Siguiendo una interpretación propuesta por J.-W. Meyer, el edificio comprendía ocho unidades diferentes, cada una dedicada a una tribu casita. El edificio parecería haber sido empleado sobre todo durante ceremonias de entronización de los soberanos casitas, que venían a recibir el homenaje de los principales dignatarios de su pueblo después de la investidura de los reyes de Babilonia en la capital tradicional. Esto despediría a las procesiones pintadas, que representaban a los dignatarios.
Algunas tablillas administrativas se han exhumado en el edificio (una cuarentena han sido publicadas), lo que ha sacado a la luz varios hallazgos artísticos, sobre todo esculturas de terracota y de calcita, fragmentos de objetos hechos con materiales vítreos y joyas de oro.

## Arqueología

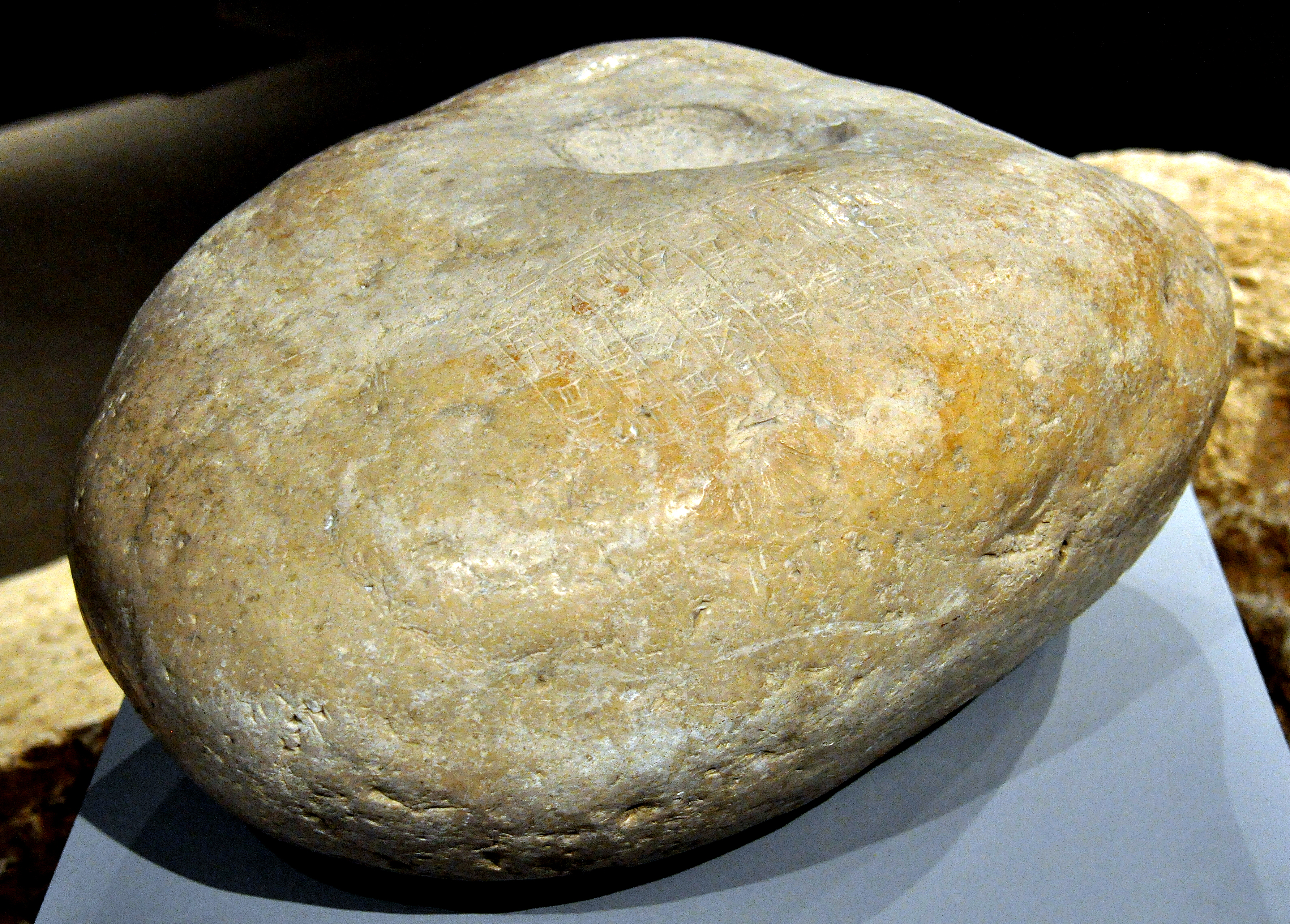
Zócalo de puerta de Tell-el-'Abyad en Aqar-Quf mencionando el nombre del rey Kurigalzu y su palacio (E-GAL-KI-SAR-RA), Museo de Sulaymaniyah, Irak.

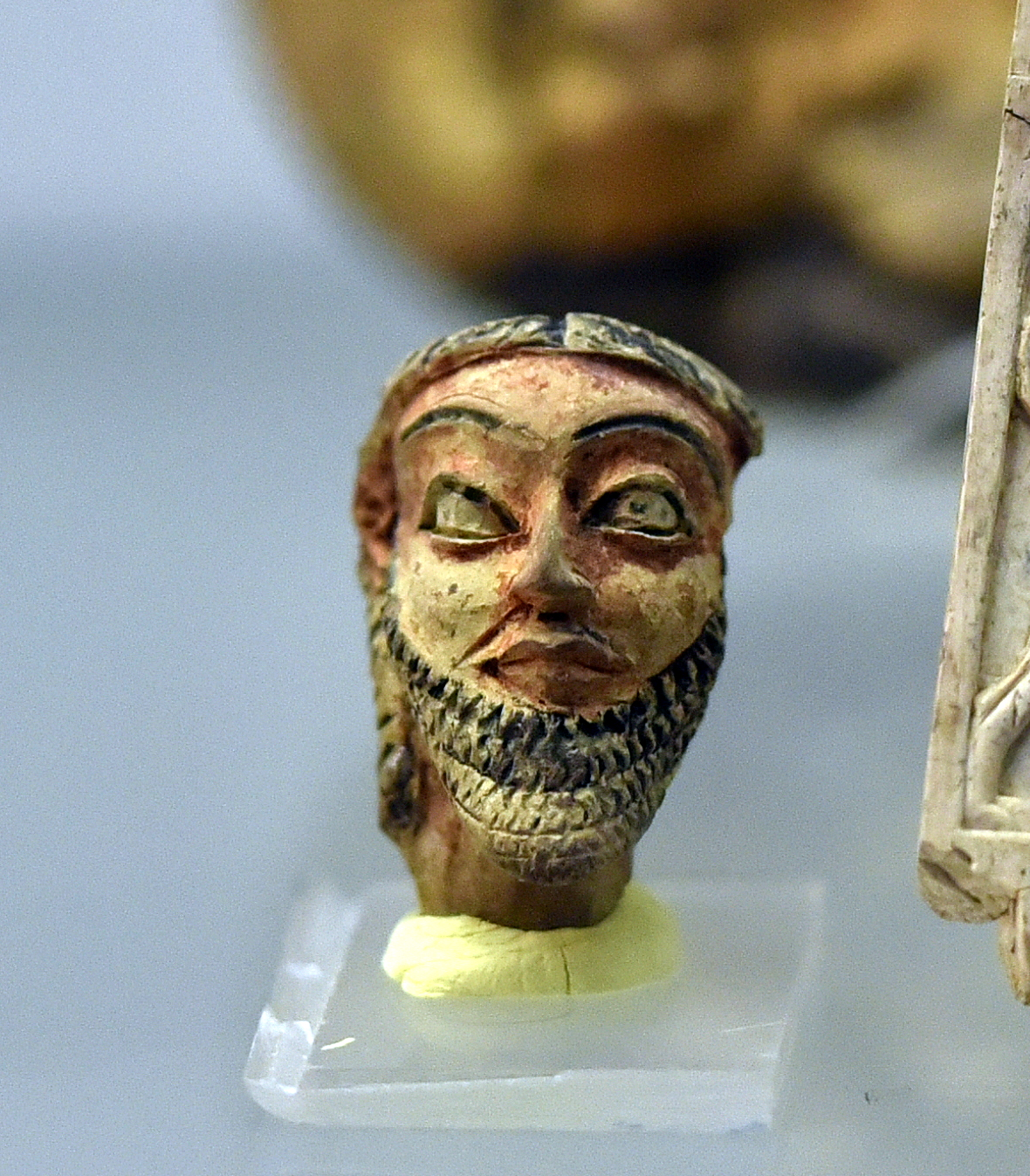
Cabeza masculina de Dur-Kurigalzu, Irak, reinado de Marduk-apla-iddina I (Museo Nacional de Irak)

En la época casita, el área estaba delimitada por una muralla que encerraba unas 425 hectáreas. La muralla, construida originalmente por Kurigalzu I, fue reconstruida posteriormente por Kurigalzu II (c. 1332-1308 a. C.). El yacimiento cuenta con varias áreas definidas: el Montículo A (100 metros al sur del zigurat), Tell Ahmar, Tell Abu Shijar, Tell al-Abyadh y una zona de viviendas privadas. Los elementos principales (el zigurat, los palacios, etc.) se encuentran dentro de la muralla de la ciudad. Las estructuras actualmente conocidas del sitio consisten en nueve templos (T1 a T9), siendo T1 el zigurat y el templo asociado dedicado a Enlil, tres palacios (P1 a P3) y cinco zonas de viviendas (H1 a H5).
El sitio fue visitado por el diplomático y noble sueco Bengt Bengtsson Oxenstierna (1591-1643) en 1616. «Agar Quf» apareció por primera vez en un mapa moderno de Edward Ives en 1773. El sitio fue descrito posteriormente por el viajero y anticuario británico Claudius James Rich (1787-1821)  en 1811. Aqar Quf (conocido entonces como Akerkuf, Agger Koof o Akar-kuf) fue visitado y examinado en 1837 por el explorador y general británico Francis Rawdon Chesney (1789-1872). El nombre de «Dur-Kurigalzu» fue identificado por Henry Rawlinson a mediados del siglo XIX.
Las excavaciones se llevaron a cabo entre 1942 y 1945, a cargo de Taha Baqir y Seton Lloyd, en una excavación conjunta de la Dirección General de Antigüedades de Irak y la Escuela Británica de Arqueología en Irak. Se recuperaron más de 100 tablillas cuneiformes del período casita, que ahora se encuentran en el Museo Nacional de Irak. Algunas datan de los reinados de Burna-Buriash II y Kashtiliash IV. También mostraron que dos de los palacios se llamaban 'Palacio de la Oveja de la Montaña' y 'Palacio del Ciervo'. También se encontró un kudurru (IM 49991) que data del año cinco del gobernante casita Nazi-Maruttash. Durante la excavación, se descubrieron cinco fragmentos de una estatua de tamaño más grande que el natural. Contienen las inscripciones sumerias casitas más largas encontradas hasta ahora.. Se encontró un pavimento de ladrillo cocido (T5) a unos dos kilómetros al noroeste de Tell al-Abyadh cubierto con cientos de figurillas de terracota rotas dedicadas al dios Gula. Los ladrillos encontrados in situ fueron datados en el reinado del gobernante casita Nazi-Maruttash. Las excavaciones incluyeron el zigurat, tres templos y parte del palacio de Dur-Kurigalzu II.